# クラシックジャグラー
『クラシックジャグラー』は、北電子が2009年4月に発売したパチスロ5号機。保通協における型式名は「クラシックジャグラーIII」。

## 概要
5号機では5機種目となるジャグラーシリーズ。ゲーム性は従来どおりの完全告知機であることは変わらないが、ゴト対策のため筐体が変更されている。基本的なゲーム性は『ジャンキージャグラー』を受け継いでおり、チェリーとボーナスの重複なども健在。
本機種は「クラシック」の名が付けられているように、初代『ジャグラー』の演出に立ち返ることをコンセプトとし、初代のストップ音、ウェイト音、リール回転音、リプレイ音などを踏襲。
そしてボーナス告知の殆どが第3リール停止時で告知音は鳴らない。さらに、GOGOランプの光源として豆電球が復活した。
ただし原理的に球切れの心配がないLEDと違い、豆電球には球切れのリスクが伴うため、店舗側のメンテナンスの手間が増えるという問題もある。
・ビッグボーナス時のプレミアム演出として「レバーオンでGOGOランプ点灯と共に上下パネルが全消灯する」「ボーナス中の払い出し音が無い」「リールの斜め上にあるジャグリーが点灯する」などの演出も用意されている。
ボーナス時の獲得枚数は、ビッグボーナスが平均312枚（345枚を超える払い出しで終了）、レギュラーボーナスが平均117枚（120枚を超える払い出しで終了）となっており、
レギュラーボーナス時の獲得枚数が『ジャンキージャグラー』と比べて若干減少しているが、その分ボーナス確率が全体的に高められている。

## スペック
※メーカー発表値。
| 設定 | BIG     | REG     | ボーナス合成 | 機械割 | ベース値 |
| ---- | ------- | ------- | ------------ | ------ | -------- |
| 1    | 1/287.4 | 1/420.1 | 1/170.7      | 96.9%  | 52.3%    |
| 2    | 1/282.5 | 1/409.6 | 1/167.2      | 97.8%  | 52.5%    |
| 3    | 1/268.6 | 1/381.0 | 1/157.5      | 100.7% | 53.1%    |
| 4    | 1/260.1 | 1/356.2 | 1/150.3      | 102.6% | 53.2%    |
| 5    | 1/248.2 | 1/348.6 | 1/145.0      | 104.7% | 53.5%    |
| 6    | 1/240.9 | 1/309.1 | 1/135.4      | 107.4% | 53.9%    |